# Remuntador
|  | No s'ha de confondre amb Remunta-escales. |

Un remuntador és un sistema de transport sobre terrenys amb pendent, emprades pels esquiadors per a assolir sense esforç el punt més elevat de les pistes.

## Tipus de remuntadors
Hi ha dos grans grups, uns que reposen per terra i un segon per cable aeri. Els models terrer són: telesquí, telecorda, funicular, el vehicle eruga («ratrac»), tren cremallera i cataf rodent. Els models aeris són: telecadira, telecabina, telemix, telefèric, telepolsat, DMC i funitel.
Tots aquests mitjans poden ser emprats en altres contextos, i si bé certs models són generalment associats amb l'esquí, cap d'ells n'és exclusiu, sinó que pertanyen al camp dels transports en general.

## Capacitat (teòrica i pràctica)

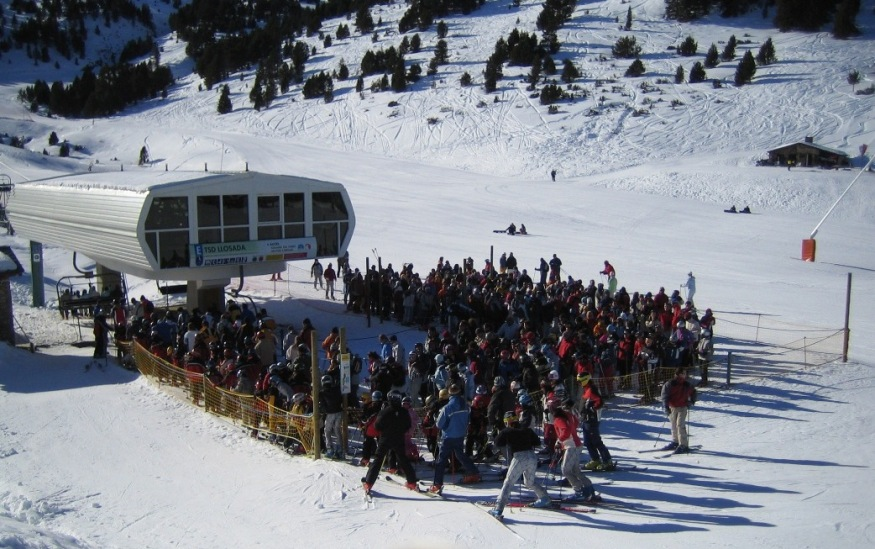
Cua a un telecadira desembragable de 6. A primer terme, carril individual que omple les cadires per l'esquerra.

S'entén com a capacitat la quantitat d'esquiadors per unitat de temps (en general, "esquiadors/hora") que un remuntador és capaç de transportar. Seria doncs més correcte parlar de flux. Quan la capacitat del remuntador és inferior al nombre d'esquiadors que volen pujar-hi (flux entrant), s'hi formen cues.
La capacitat teòrica dels remuntadors abraça des de poc menys de 1.000 esq/h (telesquís, telecadires d'una o dues persones antics) fins a gairebé 5.000 esq/h (telecadires desembragables de 8 o de 6 amb doble embarcament, funitels). Valors habituals per als telecadires o telebines desembragables de 4 o 6 (els més habituals darrerament) oscil·len entre els 2.000 i 3.000 esq/h. Ara bé, a la pràctica, poc sovint s'ateny la capacitat teòrica, puix que les cadires (o cabines) gairebé mai pugen del tot plenes (perquè els esquiadors sovint deixen passar cadires/cabines per tal de pujar amb coneguts que eren més enrere en la cua). Una manera de reduir aquesta disminució de capacitat és la instal·lació de "carrils individuals", que permeten omplir amb persones d'una fila independent tots els espais buits que quedin a la cadira/cabina.
En el cas dels telesquís, ultra les caigudes per l'estrebada inicial són sovint un factor reductor de la capacitat real (ja que sovint tornen a l'inici de la cua).

## Condicions meteorològiques
Les condicions meteorològiques adverses afecten tots els remuntadors que no són soterrats, tant pel que fa a la comoditat de l'usuari, pel que fa al funcionament. És obvi que els telesquís no admeten qualsevol gruix de neu, ja que un excés fa tocar la gent amb el cable i n'impedeix l'ús mentre que quan no n'hi ha, on espoden arrossegar esquiadors. Nevades excepcionals però, poden també representar problemes per a la resta de remuntadors (haver de dragar part del seu recorregut per possibilitar el pas de cadires o cabines). A més, la neu acumulada augmenta el pes de les cabines dels telefèrics i se l'ha de treure. És per a no haver-ho de fer que les cadires tenen un cul foradat o abatible (en previsió de nevades, es col·loca vertical, de manera que no acumula neu), o, a vegades, en el cas de ser desembragables, disposen d'un garatge on s'emmagatzemen a resguard (cosa habitual en telecabines i funitels).
És però el vent el factor meteorològic que més incideix en l'explotació de remuntadors, obligant-los a tancar quan supera certs valors. Són els remuntadors penjats d'un sol cable (telecadires, telecabines i telepulsats) els que hi són més sensibles. Els telesquís, amb molt menys pes sobre el cable, l'aguanten molt millor. Els telefèrics mostren també un comportament acceptable amb el vent, si bé l'arribada a les terminals o el pas de pilones esdevenen complicats (llocs estrets). És el funitel qui millor aguanta el vent, gràcies a l'estabilitrat proporcionada per un cable a cada costat de la cabina, podent aguantar fins a vents de 30m/s. Cal dir que un funicular, si és subterrani, com és lògic, no se'n veu afectat.

## Medi ambient i respecte al paisatge
Aquest és sens dubte un dels aspectes més importants dels remuntadors, car malgrat que les estacions no puguin ser considerades avui en dia com a àmbit rural sinó urbà, els seus clients, volen, en la seva majoria, mantenir la il·lusió del contrari. Així, és recomanable, deixar la muntanya ocupada per l'estació amb l'aspecte més natural possible. Cal dir a priori que això és per definició impossible, ja que, independentment dels remuntadors, les pistes ja suposen un gran canvi respecte al seu estat inicial (amb abundants moviments de terres i, si es fan dins del bosc, tales vistosíssimes). A més, la demanda d'innivació abundosa i constant ha forçat la majoria d'estacions a la construcció de línies de canons de fabricació de neu artificial, amb petits embassaments i llacs artificals per a alimentar-los.
Són però els remuntadors en el que més es fixa la gent, i és que els dos tipus més abundants (telesquís i telecadires) demanen la col·locació de moltes pilones, estacions superior i inferior, cables… De fet, tots els remuntadors excepte el funicular subterrani representen un important impacte visual. Serien doncs els remuntadors ideals en aquest aspecte si no fos perquè són molt costoses.
Els telesquís presenten el desavantatge de tallar la muntanya, ja que no es pot esquiar per sota seu. Alhora, però, la versió més habitual, el desembragable, té la virtut de gastar el mínim d'energia possible, ja que només estira perxes quan algú les utilitza; no com els telecadires, que tenen sempre totes les cadires circulant, encara que siguin desembragables (aquesta situació és de fet extrapolable a la resta de remuntadors).
Els telecadires, gràcies a una major capacitat, poden concentrar en un sol remuntador el que haurien pogut ser fins a 4 telesquís. Els desembragables demanen un més alt cost energètic que els de pinça fixa (no desembragables); però entre ells, els de doble embarcament han suposat un gran avanç, ja que la major densitat de cadires permet una major capacitat i, per tant, un menor nombre total de remuntadors (cal dir però que, per culpa de la càrrega extra, demanen més pilones que els telecadires convencionals). Ara bé, la més gran complexitat mecànica del sistema de desembragament demana la construcció de grans estacions, cosa que pot ser fatal per a àrees especialment sensibles. Aquest és també (ampliat) el problema dels telecabines, funitels i telefèrics, que demanen grans edificis i estructures als extrems. L'avantatge del telefèric, però, és que en permetre salvar llums molt superiors que la resta de remuntadors, pot passar per damunt de zones que altrament s'haurien vist plenes de pilones.